# Trigonobunus spinifer
Trigonobunus spinifer – gatunek kosarza z podrzędu Laniatores i rodziny Podoctidae. Jedyny znany przedstawiciel monotypowego rodzaju Trigonobunus.

## Występowanie
Gatunek endemiczny dla Borneo.